# Сула (село)
Сула́ — село в Україні, у Садівській сільській громаді Сумського району Сумської області. Населення становить 459 осіб. До 2020 орган місцевого самоврядування — Сульська сільська рада.

## Населення

### Мова
Розподіл населення за рідною мовою за даними перепису 2001 року:
| Мова            | Кількість | Відсоток |
| --------------- | --------- | -------- |
| українська      | 423       | 92.16%   |
| російська       | 33        | 7.19%    |
| білоруська      | 2         | 0.44%    |
| інші/не вказали | 1         | 0.21%    |
| Усього          | 459       | 100%     |

## Географія
Село Сула знаходиться на березі річки Сула, неподалік від її витоків, вище за течією за 0,5 км розташоване село Печище, нижче по теії — колишнє село Орлине. Через село проходить автомобільна дорога Н07.

## Історія
Село Сула засноване на початку XX століття. 1987 року до Сули приєднане село Нечаївка.
12 червня 2020 року, відповідно до Розпорядження Кабінету Міністрів України № 723-р «Про визначення адміністративних центрів та затвердження територій територіальних громад Сумської області» увійшло до складу Садівської сільської громади.
19 липня 2020 року, в результаті адміністративно-територіальної реформи та ліквідації Сумського району(1923—2020), село увійшло до складу новоутвореного Сумського району.